# أحمد الحفيان
أحمد الحفيان (1 أكتوبر 1966 -) ممثل سينمائي تونسي. 

## مسيرته
مثل في عدة أفلام تونسية وإيطالية، كما مثل في بعض المسلسلات التونسية. و هو أصيل مدينة قصور الساف من ولاية المهدية.

## جوائز
- جائزة أفضل ممثل، مهرجان الدوحة ترايبيكا السينمائي 2012، عن دوره في فيلم«الأستاذ» لمحمود بن محمود.
- جائزة روبارتو روسيليني الإيطالية عن دوره في الجزء الثالث لمسلسل العائلة الكبرى.[6]

## أعماله

### أفلام
- كسوة (الخيط الضائع)، 1997
- عرايس الطين، إخراج النوري بوزيد، 2002
- الكتبية، إخراج نوفل صاحب الطابع، 2002
- بدوين هاكر، إخراج نادية الفاني، 2003
- الأستاذ، إخراج محمود بن محمود، 2012
- فتوى، إخراج محمود بن محمود، 2018

### مسلسلات
- ناعورة الهواء، 2014
- ناعورة الهواء، الجزء 2، 2015
- المايسترو، 2019

## روابط خارجية
- أحمد الحفيان على موقع IMDb (الإنجليزية)
- أحمد الحفيان على موقع ألو سيني (الفرنسية)
- أحمد الحفيان على موقع قاعدة بيانات الفيلم (الإنجليزية)